# ساحره شدن
ساحره شدن (انگلیسی: Becoming Witch؛‏ کره‌ای: 마녀는 살아있다) مجموعه تلویزیونی محصول کره جنوبی سال ۲۰۲۲ با بازی لی یو ری، لی مین یونگ و یون سو یی است. این مجموعه از ۲۵ ژوئن تا ۱۰سپتامبر ۲۰۲۲، شنبه‌ها ساعت ۲۱:۱۰ (کی‌اس‌تی) از تی‌وی چوسان پخش شد.

## خلاصه داستان
سه زن در دههٔ چهل زندگی‌شان به نقطه‌ای بحرانی می‌رسند، زمانی که زندگی‌هایشان که از قبل پر از ناامیدی بود، کاملاً از مسیر درست خارج می‌شود.

## بازیگران

### اصلی
- لی یو ری در نقش گونگ ما ری[۷]
- لی مین یونگ در نقش چه هی سو[۸]
- یون سو یی در نقش یانگ جین آه[۹]
- جونگ سانگ هون در نقش لی ناک گو[۱۰]